# Barcolana

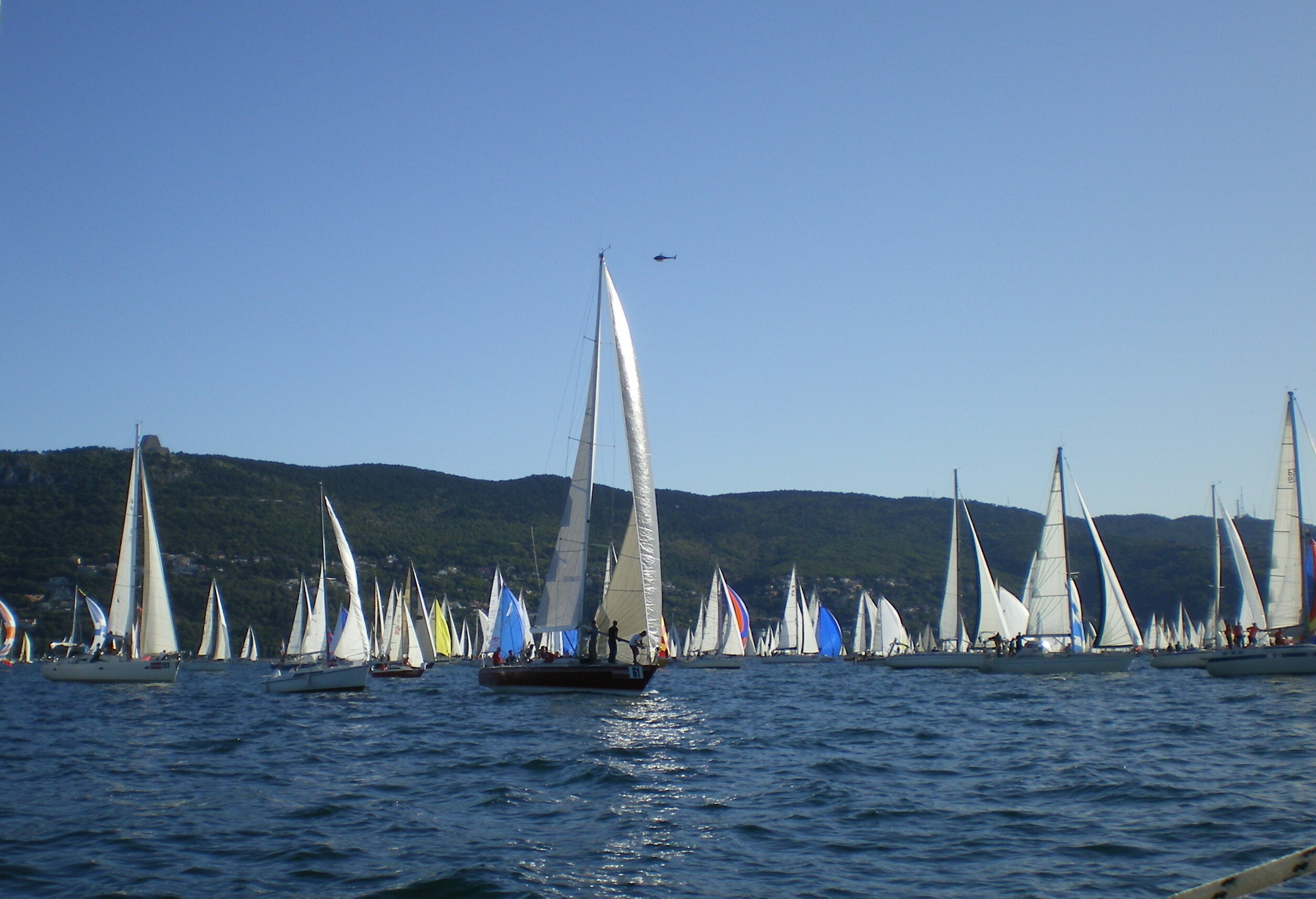
Barcolana 2009

Barcolana ist die größte Segelregatta der Welt. Seit 1969 findet sie jährlich am zweiten Sonntag im Oktober im Golf von Triest statt, vor der norditalienischen Hafenstadt Triest. Der Name der Regatta leitet sich vom Triestiner Stadtteil Barcola ab. Sie wird vom Segelclub "Societa Velica di Barcola e Grignano" veranstaltet. 
Am 14. Oktober 2018 wurde die Barcolana mit 2.689 Segelyachten und über 16.000 Seglern zum Guinness-Weltrekordhalter.
Seit 2003 liegt die durchschnittliche Anzahl bei über 1.800 Schiffen. Es wird geschätzt, dass jedes Jahr weit über 25.000 Segler an der Barcolana teilnehmen und über 300.000 Zuschauer die Veranstaltung besuchen. Bei der ersten Barcolana im Jahr 1969 nahmen nur 51 Schiffe teil. Während der Barcolana verwandelt sich Triest in die Welthauptstadt des Segelsports und unzählige Veranstaltungen, Konzerte und Events begleiten auch im aufgebauten "Villaggio Barcolana" die Rennen. Bereits am ersten Oktobersonntag beginnt das Event mit der "Barcolina" für Optimisten-Jollen und dauert dann die ganze weitere Woche an. An den Stadteinfahrten von Triest stehen offizielle Hinweisschilder mit der Aufschrift "Trieste, citta della Barcolana" was auch die identitätsstiftende Wirkung des Events für die Stadt und Region bezeugt.

## Gewinner
| Jahr | Segelboot                            | Skipper                                              | Club                                           |
| ---- | ------------------------------------ | ---------------------------------------------------- | ---------------------------------------------- |
| 1969 | Betelgeuse                           | Pietro Napp                                          | Yachtclub Società Triestina della Vela         |
| 1970 | Marie                                | Pesle                                                | YCA                                            |
| 1971 | Carla                                | Sigovich                                             | Garda                                          |
| 1972 | Sandra                               | Toffaloni                                            | YCA                                            |
| 1973 | Vento di mare                        | Rizzi                                                | STV                                            |
| 1974 | Kaiten                               | Zalukar                                              | SVBG                                           |
| 1975 | El Raguseo                           | Colonna                                              | STV                                            |
| 1976 | El Raguseo                           | Colonna                                              | STV                                            |
| 1977 | Papillon                             | Drioli                                               | YCA                                            |
| 1978 | El Cid                               | Bartoli-Zago                                         | STV                                            |
| 1979 | El Cid                               | Bartoli-Zago                                         | STV                                            |
| 1980 | Rupe                                 | Hoffmeister-Stadler                                  | Yacht Club de Monaco                           |
| 1981 | White Shadow                         | Drioli                                               | SVBG                                           |
| 1982 | Condor                               | Battiston                                            | YCL                                            |
| 1983 | White Shadow                         | Drioli                                               | SVBG                                           |
| 1984 | Condornonsisamai                     | Becchetti                                            | YCL                                            |
| 1985 | Blue Eyed Princess                   | Bardelli                                             | SVBG                                           |
| 1986 | La Fenice di Venezia                 | Venerucci                                            | CNC                                            |
| 1987 | Il Moro di Venezia                   | Ferruzzi-Nava                                        | Ravenna                                        |
| 1988 | Uragan                               | Battiston                                            | YCL                                            |
| 1989 | Il Moro di Venezia 2                 | Ferruzzi-Nava                                        | Ravenna                                        |
| 1990 | Fanatic                              | Zizala-Battiston                                     | YCL                                            |
| 1991 | Satanasso Calbre                     | Gaburri-Poli                                         | ANS                                            |
| 1992 | Il Moro di Venezia                   | Ferruzzi-Chieffi                                     | YCI                                            |
| 1993 | Fanatic                              | Zizala-Battiston                                     | YCL                                            |
| 1994 | Fanatic                              | Zizala-Puh                                           | YCL                                            |
| 1995 | Gaia Legend                          | Kosmina                                              | YCJK                                           |
| 1996 | Gaia Legend                          | Kosmina                                              | YCJK                                           |
| 1997 | Gaia Legend                          | Kosmina                                              | YCJK                                           |
| 1998 | Riviera di Rimini                    | Benvenuti-Cian                                       | CV Rimini                                      |
| 1999 | @DRIACOM                             | Cilenti                                              | CDV Pd                                         |
| 2000 | @DRIACOM                             | Cilenti                                              | CDV Pd                                         |
| 2001 | Cometa                               | Pfizer-Favini                                        | CVMM                                           |
| 2002 | Uniflair                             | Mimmo Cilenti - Lorenzo Bressani                     | CVV                                            |
| 2003 | Alfa Romeo                           | Neville Crichton                                     | Cruising Yacht Club Australia                  |
| 2004 | Alfa Romeo                           | Neville Crichton                                     | Cruising Yacht Club Australia                  |
| 2005 | Skandia                              | Furio Benussi, Lorenzo Bressani und Stefano Spangaro | Yachtclub Società Velica di Barcola e Grignano |
| 2006 | Alfa Romeo 2                         | Neville Crichton                                     | Cruising Yacht Club Australia                  |
| 2007 | Alfa Romeo 2                         | Neville Crichton                                     | Cruising Yacht Club Australia                  |
| 2008 | Alfa Romeo 2                         | Neville Crichton                                     | Cruising Yacht Club Australia                  |
| 2009 | Maxi Jena                            | Mitja Kosmina                                        | Jahtni Klub                                    |
| 2010 | Esimit Europa 2                      | Igor Simčič                                          | Yacht Club de Monaco                           |
| 2011 | Esimit Europa 2                      | Igor Simčič                                          | Yacht Club de Monaco                           |
| 2012 | Esimit Europa 2                      | Jochen Schümann                                      | Yacht Club de Monaco                           |
| 2013 | Esimit Europa 2                      | Jochen Schümann                                      | Yacht Club de Monaco                           |
| 2014 | Esimit Europa 2                      | Igor Simčič                                          | Yacht Club de Monaco                           |
| 2015 | Robertissima III                     | Vasco Vascotto                                       | Yacht Club Costa Smeralda                      |
| 2016 | Alfa Romeo                           | Furio Benussi                                        | Yacht Club Adriaco                             |
| 2017 | Spirit of Portopiccolo               | Furio Benussi                                        | Yacht Club Portopiccolo                        |
| 2018 | Spirit of Portopiccolo               | Furio Benussi                                        | Yacht Club Portopiccolo                        |
| 2019 | Way of Life                          | Gašper Vinčec                                        | Sailing Planet                                 |
| 2020 | Abgesagt wegen der COVID-19-Pandemie | Abgesagt wegen der COVID-19-Pandemie                 | Abgesagt wegen der COVID-19-Pandemie           |
| 2021 | Arca SGR                             | Furio Benussi                                        | Yacht Club Adriaco                             |
| 2022 | Deep Blue                            | Wendy Schmidt                                        | New York Yacht Club                            |
| 2023 | Arca SGR                             | Furio Benussi                                        | Yacht Club Adriaco                             |
| 2024 | Arca SGR                             | Furio Benussi                                        | Yacht Club Adriaco                             |